# Milton Scarón
Milton Antonio Scarón Falero, né le 22 août 1936, à Montevideo, en Uruguay, est un ancien joueur uruguayen de basket-ball. 

## Palmarès
- 3e des Jeux olympiques 1956
- Champion d'Amérique du Sud 1955
- Finaliste du championnat d'Amérique du Sud 1958
- Finaliste du championnat d'Amérique du Sud 1961